# Finlands B-herrlandslag i bandy
Finlands B-landslag i bandy spelade tidigare mot bland andra Sverige. Laget började spela 1929.

## Landskamper (ej komplett lista)
- 3 februari 1929: Finland B-Sverige B 0-2 (Helsingfors)[1]
- 23 februari 1930: Sverige B-Finland B 3-1 (Stockholm)[2]
- 8 februari 1931: Finland B-Sverige B 4-4 [3]
- 21 februari 1932: Sverige B-Finland B 3-0 (Stockholm)[4]
- 19 februari 1933: Finland B-Sverige B 2-5 (Helsingfors)[5]
- 25 februari 1934: Sverige B-Finland B 3-1 (Stockholm)[6]
- 24 februari 1935: Finland B-Sverige B 0-2 (Helsingfors)[7]
- 1 mars 1936: Sverige B-Finland B 3-1 (Uppsala)[8]
- 28 februari 1937: Finland B-Sverige B ?-? (Helsingfors)[9]
- 20 februari 1938: Sverige B-Finland B 3-1 (Stockholm)[10]
- 26 februari 1939: Finland B-Sverige B 4-0 (Helsingfors)[11]
- 9 februari 1941: Sverige-Finland 4-1 (Stockholm)[12]
- 18 februari 1945: Finland B-Sverige B 1-6 (Helsingfors)[13]

### Fotnoter
1. ↑  ”Sjunde årgången (händelserna 1929)/”. Svenska Dagbladets årsbok. 6 mars 1929. https://runeberg.org/svda/1929/0214.html. Läst 16 oktober 2013.
2. ↑  ”Åttonde årgången (händelserna 1930)”. Svenska Dagbladets årsbok. 6 mars 1930. https://runeberg.org/svda/1930/0205.html. Läst 16 oktober 2013.
3. ↑  ”Nionde årgången (händelserna 1931)”. Svenska Dagbladets årsbok. 6 mars 1931. https://runeberg.org/svda/1931/0231.html. Läst 16 oktober 2013.
4. ↑  ”Tionde årgången (händelserna 1932)”. Svenska Dagbladets årsbok. 6 mars 1932. https://runeberg.org/svda/1932/0223.html. Läst 16 oktober 2013.
5. ↑  ”Elfte årgången (händelserna 1933)”. Svenska Dagbladets årsbok. 6 mars 1933. https://runeberg.org/svda/1933/0213.html. Läst 16 oktober 2013.
6. ↑  ”Tolfte årgången (händelserna 1934)”. Svenska Dagbladets årsbok. 6 mars 1934. https://runeberg.org/svda/1934/0209.html. Läst 16 oktober 2013.
7. ↑  ”Trettonde årgången (händelserna 1935)”. Svenska Dagbladets årsbok. 6 mars 1935. https://runeberg.org/svda/1935/0209.html. Läst 16 oktober 2013.
8. ↑  ”Fjortonde årgången (händelserna 1936)”. Svenska Dagbladets årsbok. 6 mars 1936. https://runeberg.org/svda/1936/0225.html. Läst 16 oktober 2013.
9. ↑  ”Femtonde årgången (händelserna 1937)”. Svenska Dagbladets årsbok. 6 mars 1937. https://runeberg.org/svda/1937/0220.html. Läst 16 oktober 2013.
10. ↑  ”Sextonde årgången (händelserna 1938)”. Svenska Dagbladets årsbok. 6 mars 1938. https://runeberg.org/svda/1938/0211.html. Läst 16 oktober 2013.
11. ↑  ”Sjuttonde årgången (händelserna 1939)”. Svenska Dagbladets årsbok. 6 mars 1939. https://runeberg.org/svda/1939/0214.html. Läst 16 oktober 2013.
12. ↑  ”Nittonde årgången (händelserna 1941)”. Svenska Dagbladets årsbok. 6 mars 1941. https://runeberg.org/svda/1941/0237.html. Läst 16 oktober 2013.
13. ↑  ”Tjugotredje årgången (händelserna 1945)”. Svenska Dagbladets årsbok. 6 mars 1945. https://runeberg.org/svda/1945/0205.html. Läst 11 januari 2017.